# Batman: The Ride
Batman: The Ride es una montaña rusa invertida disponible en los parques temáticos Six Flags. Esta cadena de parques es la sexta que más visitantes recibe en todo el mundo y está presente en toda Norteamérica. Construida por la empresa de consultoría de ingeniería Bolliger & Mabillard y Vekoma (en el caso de Six Flags México), alcanza una altura de entre 30,5 m y 32,0 m y una velocidad máxima de 80,5 km/h. La montaña rusa original que se encuentra en Six Flags Great America concebida en parte por Jim Wintrode, el director general del parque.
Batman: The Ride fue la primera montaña rusa invertida del mundo cuando se inauguró en 1992, y desde entonces ha recibido la categoría de «Coaster Landmark» (lit. montaña rusa de referencia o emblemática) por la asociación de American Coaster Enthusiasts. Su decoración temática se basa en la primera película de Batman.
Existen copias clónicas de esta atracción en varios parques de diversiones en todo el mundo. Es una montaña rusa de cuarta dimensión y se caracteriza por sus descensos verticales, que pueden ser de más de 90 grados.

## Incidente
En junio de 2008 una adolescente perdió la vida en la montaña rusa. El hecho ocurrió cuando una joven saltó la valla de protección, después de perder un sombrero que llevaba puesto. Murió decapitada por un coche.